# Ốc đảo Oscar
Ốc đảo của Oscar (tiếng Pháp: Oscar & Co, tiếng Anh: Oscar's oasis, tiếng Wales: Oi! Osgar) là một bộ phim hoạt hình không lời được sản xuất bởi  TeamTO và Tuba Entertainment cùng với Cake Entertainment dựa trên chương trình gốc được chiếu trên Disney Channel Asia..                          Nhân vật.                        Oscar's: là một chú thằn lằn sống giữa ốc đảo luôn xui xẻo khi ăn trộm trái cây hay đồ vật với Popy, Buck, Harchi và bị rượt đuổi bởi ba nhân vật đó và những chú gà, cá sấu, luôn theo Lizardgirl bạn gái của oscar's.                      Popy: là một con cáo sống cùng với kền kền Buck và linh cẩu Harchi luôn rượt đuổi Oscar.                           Buck: là một con kền kền sống với 2 nhân vật Popy và Harchi.                         Harchi: là một linh cẩu sống  với 2 nhân vật Popy và Buck
Lizardgirl: là bạn gái của oscar's

## Nhân vật
- Marie Facundo vai
  - Thạch sùng Gecko
  - Cáo fennec Popy
- Sly Johnson vai 
  - Linh cẩu Harchi
  - Kền kền Buck
- Martial Le Minoux vai tài xế xe tải Manolo
- Chó Roco
- Thạch sùng cái Lizardette (người thương thầm của Oscar)
- Những con gà
- Những con cá sấu
- Chồn hôi
- Những con cầy meerkat
- Những con bọ phân
- Thạch sùng Junior (con nuôi của Gecko)
- Ruồi